# Дедушка дедушки нашего дедушки
«Дедушка дедушки нашего дедушки» (азерб. Babamızın babasının babası или Babamın babasının babası) — художественный фильм, снятый в 1981 году азербайджанским советским режиссёром Тофиком Тагизаде на киностудии «Азербайджанфильм» в жанре кинокомедии. Главный герой фильма — 160-летний пастух (чабан) Дедушка Азиз, изображённый в фильме как носитель идей любви и вечности. Главные роли в фильме исполняют Гусейнага Садыгов, Самир Гадиров, Шамиль Сулейманов, Самандар Рзаев, Гамлет Курбанов, Гамида Омарова и Сабир Мамедов.
Фильм был дипломной работой Рамиза Ровшана как сценариста. По словам киноведа Айдына Кязимзаде, эта картина занимает значительное место в истории азербайджанского кино. Фильм стал последним для народного артиста Азербайджанской ССР Гусейнага Садыгова (1914-1983). Кадр из фильма иллюстрировал статью про Садыгова в Азербайджанской советской энциклопедии.
Съёмки фильма проходили в окрестностях города Шеки в течение двух-трёх месяцев. Премьерный показ фильма состоялся в 1982 году, в Летнем кинотеатре города Кюрдамир. На показе с речью выступили члены съёмочной группы, а также исполнитель главной роли Гусейнага Садыгов, рассказавший о работе над фильмом и несколько интересных историй.
В 2017 году фильм был оцифрован сотрудниками Азербайджанского государственного фонда фильмов заслуженными работниками культуры Рафаэлем Имановым и Хураман Пишияри.

## Сюжет
Дедушка Азиз (Гусейнага Садыгов) долгое время проживает в одном из азербайджанских сёл. Хотя всё население села — родственники Азиза, но никто точно не знает, сколько ему лет. Чабан Азиз пасёт колхозных овец, иногда вспоминает минувшие годы, свою первую любовь.
Однажды становится известно, что Дедушке Азизу 160 лет (дата его рождения была выгравирована на медной посуде, которую его дед заказал в связи с рождением Азиза). Люди отовсюду приходят на торжественный юбилей. Дедушку переселяют в отремонтированный дом, назначают личного доктора.
Зрители видят Азиза в трёх временных рамках. Маленький Азиз влюблён в девушку, которая была старше него. Эту девушку выдали замуж, и Азиз очень расстроился. Во второй части фильма Азиз (Шамиль Сулейманов) уже вырос. У него есть возлюбленная по имени Зейнаб. Однако в один из дней сын бека по имени Джафар похищает Зейнаб, и Азиз остаётся один.
В третьей части фильма пожилой Азиз в день свадьбы девушки Зейнаб (Гамида Омарова), которую принудительно выдают замуж за Джафара, сына секретаря райкома Алигулиева (Самандар Рзаев), сажает её в седло и похищает, увозя в горы. Узнав, что его внук (Сабир Мамедов) любит эту девушку, Азиз очень обрадовался. Зейнаб выходит замуж за внука Азиза. Причина большой радости Азиза заключается в том, что он видит, что счастье, прошедшее мимо него, достаётся его внуку.

## Команда
В ролях
| Актёр              | Роль                                       |
| ------------------ | ------------------------------------------ |
| Гусейнага Садыгов  | Дедушка Азиз                               |
| Самир Гадиров      | маленький Азиз                             |
| Шамиль Сулейманов  | молодой Азиз                               |
| Самандар Рзаев     | секретарь райкома / могильщик Алигулиев    |
| Гамлет Курбанов    | председатель колхоза                       |
| Гамида Омарова     | Зейнаб                                     |
| Елена Караджова    | соседка маленького Азиза / археолог Наргиз |
| Сабир Мамедов      | приёмный внук Азиза Тапдыг                 |
| Рафик Алиев        | корреспондент / пастух Гейбалы             |
| Эльданиз Зейналов  | доктор                                     |
| Сулейман Алескеров | профессор / экскаваторщик                  |
| Эльдениз Расулов   | сын Алигулиева / сын бека Джафар           |

Съёмочная группа
- автор сценария: Рамиз Ровшан
- режиссёр-постановщик: Тофик Тагизаде
- режиссёр: Тофик Мамедов[азерб.]
- второй режиссёр: Рафик Дадашов[азерб.][9]
- оператор-постановщик: Гусейн Мехтиев[азерб.]
- оператор: Рафик Кулиев[азерб.]
- оператор постановочных сцен: Р. Керимов
- композитор: Мобил Бабаев[азерб.]
- художник: Ариф Абдуррахманов[азерб.]
- звукооператор: Агагусейн Керимов
- светооператор: Мухаммед Гаджиев
- художник по костюмам: Наиля Джафарова
- художник по гриму: А. Рзазаде
- монтаж: Нелли Махмудова
- редактор: Тогрул Джуварлы[азерб.]
- директор фильма: Акиф Мусаев[азерб.]
- ассистенты: Я. Ахмедов, З. Муртузов, Р. Кулиев, С. Кулиев, М. Селимова

## Создание

### Съёмки
Съёмки фильма «Дедушка дедушки нашего дедушки» проходили в окрестностях города Шеки, в основном в селе Охуд, в течение двух-трёх месяцев. Оставалась съёмочная группа в гостинице города Шеки. Павильонных съёмок было относительно мало. Начинались они в 8 часов утра, однако исполнитель главной роли Гусейнага Садыгов, по воспоминаниям Гамиды Омаровой, приходил на съёмочную площадку уже в 6 утра, никогда не возражал, а во время перерывов замыкался в себя и стоял в стороне. Иногда Садыхов беседовал с актёрами, рассказывал о передаче «Хоруз баба», которую вёл на радио. Также Садыхов мог прекрасно ездить верхом и во время съёмок сцены похищения Зейнаб, сам сидел с ней на лошади. Однако во время съёмок крупным планом лошадь привязывали к операторской машине.
Трудных съёмок, по воспоминаниям актёра Сабира Мамедова, в основном не было. Только сцена с танцем Самандара Рзаева после того, как у сына его героя Азиз похищает невесту снималась несколько трудно. В этот день стояла сильная жара, а танцевать в такую погоду такому полному человеку, как Рзаев, было немного тяжело, но в итоге сцена получилась удачной. Во время съёмок одного из эпизодов, когда сломалась камера, Рзаев вышел на балкон дома, который снимался, и начал смешить сельчан, игравших в массовке. В целом фильм был закончен практически за год.
Некоторые снятые кадры фильма, однако, не вошли в финальную версию. Так, например, в одной из сцен председатель колхоза (Гамлет Курбанов) приглашает в гости корреспондента (Рафик Алиев). Они сидят во дворе дома, едят и пьют. Сначала герои сидят за столом, а под конец, сильно пьяные, — уже под столом. Затем они отправляются на берег реки. Однако Тагизаде не включил эту сцену в фильм, как предполагает Рафик Алиев, поскольку тогда в стране шла борьба с алкоголизмом.
Позднее, годы спустя, Гамида Омарова, которая вела телевизионные программы о кинематографе, при подготовке телепередачи, посвящёной картине «Дедушка дедушки нашего дедушки», объездила места съёмок фильма, встретилась с его участниками, игравшими тогда в фильме детей, у которых уже были свои семьи. Было взято интервью также у хозяина дома, в котором снимались несколько эпизодов фильма.

### Подбор актёров
На главную роль Дедушки Азиза режиссёр Тофик Тагизаде без раздумий пригласил Гусейнагу Садыгова, который был известен в основном своими эпизодическими ролями в кино, а в фильме «Яблоко как яблоко» (1975) сыграл главную роль пожилого старца-садовника Дедушку Надира. Сабир Мамедов, игравший роль Тапдыга, внука Азиза, на момент съёмок был студентом вторго курса Азербайджанского государственного института искусств имени М. А. Алиева. Роль подходила возрасту Мамедова, и он был утверждён на неё во время пробных съёмок.
Изначально на роль Зейнаб пробовалась грузинская актриса, однако она не говорила по-азербайджански, а Сабир Мамедов, герой которого должен был говорить с Зейнаб, не говорил по-русски и не понимал русского языка, на котором с ним говорила его партнёрша. В итоге получались курьёзные сцены, игра не шла. В результате на роль Зейнаб режиссёры утвердили Гамиду Омарову.
Рафик Алиев, исполнивший роль корреспондента, до этого играл небольшие эпизодические роли. На эту роль Алиева пригласил второй режиссёр фильма Рафик Дадашов. Помимо Алиева, на роль корреспондента пробовались также Яшар Нури и Ильхам Намик Камал.

## Анализ и критика
По словам киноведа Айдына Кязимзаде, картина «Дедушка дедушки нашего дедушки» занимает значительное место в истории азербайджанского кино. Этот фильм, согласно Кязимзаде, основан «на современном материале и проникнут поэтическим настроем, повествуя о чистоте любви, о прекрасной жизни, о моральных ценностях». Центральный образ 160-летнего колхозного пастуха — аксакала Азиза, критик считает удачей данной киноленты в жанре комедии. Из-за особого отношения Азиза к окружающему миру события в фильме выходят из первоначального русла, происходят, как отмечает Кязимзаде, изменения в людских судьбах. К появлению же данного незаурядного экранного творения, по словам Айдына Кязимзаде, привели на примере этого фильма «цельность и оригинальность литературного материала в сочетании с режиссёрским мастерством».
«Дедушка дедушки нашего дедушки» повествует о судьбе человека. Дедушка Азиз, как отмечает Кязимзаде, в фильме вечен, как горы и любовь. Он — носитель идей любви и вечности в кинокартине. И хотя Кязимзаде и не считает картину очень удачной, но игра Садыгова в фильме примечательна. Именно его режиссёр фильма Тофик Тагизаде хотел видеть в образе Дедушки Азиза. Герой Садыхова в фильме, по словам кинокритика, чистосердечен, добр и честен. Для него честь и достоинство стоят превыше всего. Дедушка Азиз ведёт борьбу против тех, кто жаден, строит своё счастье за счёт других, лицемерит, подхалимствует. Он верит, что добро в итоге победит. В игре Садыгова есть также юмор, его образ колоритен и, глядя на него, подчёркивает Кязимзаде, зритель может увидеть самые лучшие человеческие качества своих родных дедушек.
Согласно киноведу Айдан Шюкюрлю, в фильме «Дедушка дедушки нашего дедушки» присутствуют знаки национальной культуры. Фильм этот, по словам Шюкюрлю, также внёс большой вклад в пропаганду азербайджанских исторических традиций.
Говоря об игре Самандара Рзаева, исполнившего роль секретаря райкома Алигулиева, у сына которого Азиз похищает невесту, киновед Айдын Кязимзаде отмечает, что Рзаев настолько живо играет свою роль, что видя его одновременно и комичное и драматическое исполнение, то, как он в нервном напряжении танцует на вершине холма, нельзя не восхищаться игрой актёра.
По словам киноведа Айдына Дадашова, в сцене, где для фотографирования на фоне стада Дедушку Азиза заставляют встать на камень, чтобы тот казался выше, корреспондент создал гладкую модель соцреализма. Комичность же киноленты, согласно Дадашову, усиливают такие сцены, как чтение стихов медной посуде детьми, блеяние председателя колхоза в исполнении Гамлета Курбанова.
События в фильме продолжаются в форме воспоминаний и после сцены, когда Дедушка Азиз узнаёт, что жениха и невесту зовут Зейнаб и Джафар. На свадьбе Азиз интересуется у Джафара, есть ли у жениха конь. Когда-то, упрекнув молодого Азиза в том, что у того нет коня, а он хочет жениться, сын бека Джафар, которого также играет Эльдениз Расулов, похитил у юного Азиза его невесту Зейнаб. Теперь же Азиз возвращает сказанные ему Джафаром слова в новом контексте, что, по словам Дадашова, обогащает структуру фильма. Хотя сцена похищения Зейнаб и повторяется в новом контексте, развитие событий неожиданно происходит вне структуры повествования.
Как отмечал в 1983 году киновед Асад Мамедов, большинство эпизодов, описывающих современную жизнь Дедушки Азиза, далеки от оригинальных и художественных. Например, пенсионеру Азизу назначен личный врач для охраны его здоровья. Эта сюжетная линия, по словам Мамедова, выходит за рамки основной художественной цели произведения. Мамедов полагает, что поручая актёрам играть две роли (Рзаев играет и секретаря райкома, и могильщика в фантазиях Азиза, Алиев — и корреспондента, и пастуха Гейбалы, Алескеров — и профессора археологии, и экскаваторщика), режиссёр хотел показать зрителям то, как может вести себя один и тот же человек в разных жизненных ситуациях.